# منظمة العمل الدولية

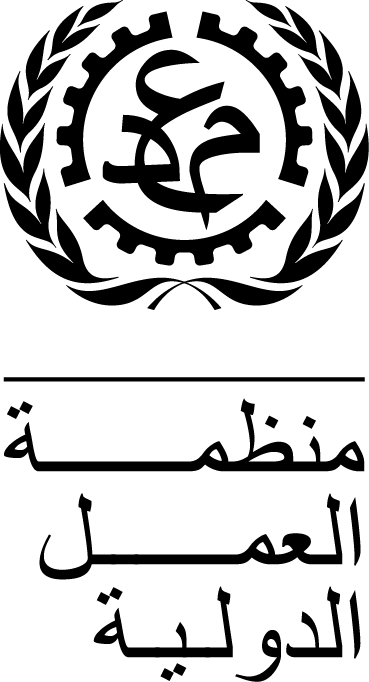

منظمة العمل الدولية (بالإنجليزية:(ILO) International Labour Organization)، هي منظمة تأسست في عام 1919 ومقرها مدينة جنيف في سويسرا؛ جاءت بعد نتائج الحرب العالمية الأولى، وتأثرت بعدد من التغييرات والاضطرابات على مدى عقود ثلاث سنوات، وتعتمد على أنها ركيزة دستورية أساسية وهي أن السلام العادل والدائم لا يمكن أن يتحقق إلا إذا استند على العدالة الاجتماعية.
حددت منظمة العمل الدولية العلامات المميزة للمجتمع الصناعي، مثل تحديد ساعات العمل في ثماني ساعات، وسياسات الاستخدام، وسياسات أخرى تتعلق بالسلامة في مكان العمل، والعلاقات الصناعية السليمة.
وفي عام 1969، تلقت المنظمة جائزة نوبل للسلام لتحسين السلام بين الطبقات، والسعي من قبل العدالة للعاملين، وتوفير المساعدة التقنية للدول النامية الأخرى، كما قامت منظمة العمل الدولية بتسجيل شكاوى ضد الكيانات التي تنتهك وتخالف القواعد الدولية؛ ومع ذلك، فهي لا تفرض عقوبات على الحكومات.
منظمة العمل الدولية هي وكالة تابعة للأمم المتحدة تتمثل مهمتها في تعزيز العدالة الاجتماعية والاقتصادية من خلال وضع معايير العمل الدولية. تأسست في أكتوبر 1919 في إطار عصبة الأمم، وهي أول وأقدم وكالة متخصصة تابعة للأمم المتحدة. تضم منظمة العمل الدولية 187 دولة عضو: 186 من أصل 193 دولة عضو في الأمم المتحدة بالإضافة إلى جزر كوك. يقع مقرها الرئيسي في جنيف، سويسرا، مع حوالي 40 مكتبًا ميدانيًا حول العالم، ويعمل بها حوالي 2700 موظف من أكثر من 150 دولة، منهم 900 يعملون في برامج ومشاريع التعاون الفني.
تهدف معايير العمل الدولية لمنظمة العمل الدولية على نطاق واسع إلى ضمان الوصول إلى العمل المنتج والمستدام في جميع أنحاء العالم في ظل ظروف من الحرية والإنصاف والأمن والكرامة. وهي منصوص عليها في 189 اتفاقية ومعاهدة، منها ثمانية مصنفة على أنها أساسية وفقًا لإعلان عام 1998 بشأن المبادئ والحقوق الأساسية في العمل؛ تحمي معًا حرية تكوين الجمعيات والاعتراف الفعال بالحق في المفاوضة الجماعية، والقضاء على العمل الجبري أو الإجباري، وإلغاء عمالة الأطفال، والقضاء على التمييز فيما يتعلق بالتوظيف والمهن. تعد منظمة العمل الدولية بالتالي مساهمًا رئيسيًا في قانون العمل الدولي.
داخل نظام الأمم المتحدة، تتمتع المنظمة بهيكل ثلاثي فريد: تتطلب جميع المعايير والسياسات والبرامج المناقشة والموافقة من ممثلي الحكومات وأصحاب العمل والعمال. يُحافظ على هذا الإطار في الهيئات الرئيسية الثلاث لمنظمة العمل الدولية: مؤتمر العمل الدولي، والذي يجتمع سنويًا لصياغة معايير العمل الدولية؛ مجلس الإدارة، الذي يعمل كمجلس تنفيذي ويقرر سياسة الوكالة وميزانيتها؛ ومكتب العمل الدولي، وهو الأمانة الدائمة التي تدير المنظمة وتنفذ أنشطتها. يرأس الأمانة المدير العام، حاليًا غاي رايدر من المملكة المتحدة، الذي انتخبه مجلس الإدارة في عام 2012.
في عام 1969، حصلت منظمة العمل الدولية على جائزة نوبل للسلام لتحسين الأخوة والسلام بين الدول، والسعي وراء العمل اللائق والعدالة للعمال، وتقديم المساعدة التقنية للدول النامية الأخرى. في عام 2019، دعت المنظمة إلى اجتماع اللجنة العالمية لمستقبل العمل، التي قدم تقريرها عشر توصيات للحكومات لمواجهة تحديات بيئة العمل في القرن الحادي والعشرين؛ وتشمل هذه ضمان العمل الشامل، والحماية الاجتماعية من الولادة إلى الشيخوخة والحق في التعلم مدى الحياة. مع تركيزها على التنمية الدولية، فهي عضو في مجموعة الأمم المتحدة الإنمائية، وهو تحالف لمنظمة تابعة للأمم المتحدة يهدف إلى المساعدة في تحقيق أهداف التنمية المستدامة.

## الحوكمة والتنظيم والعضوية
بخلاف بقية اللجان المختصة التابعة لهيئة الأمم المتحدة، تمتلك منظمة العمل الدولية بنية حكم ثلاثية تجمع سويًا الحكومات وأرباب العمل والعمال من 187 من الدول الأعضاء، بهدف وضع مبادئ العمل وتطوير السياسات ووضع برامج لتعزيز ظروف العمل الكريم بين كل من النساء والرجال. يهدف هذا الهيكل التنظيمي إلى انعكاس نظرة كل المجموعات الثلاثة على مبادئ وسياسات وبرامج منظمة العمل الدولية، إلا أن الحكومات تمتلك ضعف عدد الممثلين الموجودين ضمن المجموعتين الأخريين.

### مجلس الإدارة
مجلس الإدارة هو الهيئة التنفيذية لمنظمة العمل الدولية (مكتب الهيئة الإدارية هو أمانة السر للمنظمة). يعقد اجتماعاته ثلاث مرات في السنة، في أشهر مارس ويونيو ونوفمبر. تتخذ الهيئة قرارات تخص سياسة منظمة العمل الدولية وتقرّ جدول أعمال منظمة العمل الدولية وتتخذ القرارات بشأن مشروع البرنامج وميزانية المنظمة لتقديمها للمؤتمر وتنتخب المدير العام وتلتمس من الدول الأعضاء معلومات تخص شؤون العمل وتعيّن لجان تحقيق وتشرف على عمل مكتب العمل الدولي.
كان جوان سومافيا المدير العام لمنظمة العمل الدولية منذ عام 1999 حتى شهر أكتوبر من عام 2012 عندما انتُخب غاي رايدر بديلًا عنه. أعادت الهيئة الإدارية التابعة لمنظمة العمل الدولية انتخاب غاي رايدر لمنصب المدير العام للمرة الثانية لفترة خمس سنوات عام 2016.
تتألف الهيئة الإدارية من 56 عضوًا فخريًا (28 حكومة و14 رب عمل و14 عامًلا) و66 عضوًا ممثّلًا (28 حكومة و19 رب عمل و19 عامل).
تحتفظ الدول ذات الأهمية الصناعية الرئيسية بعشر مقاعد شرفية دائمة العضوية وهي: البرازيل والصين وفرنسا وألمانيا والهند وإيطاليا واليابان وروسيا والمملكة المتحدة والولايات المتحدة. يُنتخب بقية الأعضاء من قبل المؤتمر الذي يُعقد كل ثلاث سنوات (عقدت الانتخابات الأخيرة في يونيو من عام 2017) ويُنتخب العمال وأرباب العمل بصفتهم الشخصية.

### المدير العام
أُنْتُخِب المدير العام الحالي، غاي رايدر، من قبل مجلس إدارة منظمة العمل الدولية في أكتوبر 2012، وأعيد انتخابه لولاية ثانية مدتها خمس سنوات في نوفمبر 2016. و في 25 مارس 2022، تم انتخاب جيلبرت فوسون أنغبو مديرًا عامًا لمنظمة العمل الدولية.  في 1 أكتوبر 2022، خلف جاي رايدر.  وسيكون أول أفريقي في المنظمة. المدير العام. وفي عام 2024، حيث زار مجموعة من الدول الإفريقية التي تلعب دورا حاسما مكتب العمل الدولي، مثل المغرب، حيث أجرى محادثات مع وزير الإدماج الاقتصادي والمقاولة الصغرى والتشغيل والكفاءات المغربي، يونس السكوري.
وفيما يلي قائمة المديرين العامين لمنظمة العمل الدولية منذ إنشائها عام 1919:
| اسم                  | بلد              | مصطلح                 |
| -------------------- | ---------------- | --------------------- |
| ألبرت توماس          | فرنسا            | 1919-1932             |
| هارولد بتلر          | المملكة المتحدة  | 1932-1938             |
| جون جي وينانت        | الولايات المتحدة | 1939-1941             |
| إدوارد جيه فيلان     | جمهورية أيرلندا  | 1941-1948             |
| ديفيد أ. مورس        | الولايات المتحدة | 1948-1970             |
| كلارنس ويلفريد جينكس | المملكة المتحدة  | 1970-1973             |
| فرانسيس بلانشارد     | فرنسا            | 1974-1989             |
| ميشيل هانسين         | بلجيكا           | 1989-1999             |
| خوان سومافيا         | تشيلي            | 1999-2012             |
| جاي رايدر            | المملكة المتحدة  | 2012 إلى الوقت الحاضر |

### مؤتمر العمل الدولي
تنظم منظمة العمل الدولية مرة كل عام مؤتمر العمل الدولي في جنيف لوضع السياسات العامة لمنظمة العمل الدولية، بما في ذلك الاتفاقيات والتوصيات. يُعرف أيضًا باسم «البرلمان الدولي للعمل»، ويتخذ المؤتمر قرارات بشأن السياسة العامة لمنظمة العمل الدولية وبرنامج العمل والميزانية وينتخب أيضًا مجلس الإدارة.
يتم تمثيل كل دولة عضو بوفد: مندوبان حكوميان، ومندوب صاحب العمل، ومندوب عامل ومستشاريهم. يتمتع كل منهم بحقوق التصويت الفردية وجميع الأصوات متساوية، بغض النظر عن عدد سكان الدولة العضو المندوب. عادة ما يتم اختيار مندوبي صاحب العمل والعمال بالاتفاق مع المنظمات الوطنية الأكثر تمثيلا لأصحاب العمل والعمال. عادة، يقوم مندوبو العمال وأصحاب العمل بتنسيق تصويتهم. يتمتع جميع المندوبين بنفس الحقوق ولا يُطلب منهم التصويت في الكتل.
للمندوبين نفس الحقوق، يمكنهم التعبير عن أنفسهم بحرية والتصويت كما يحلو لهم. هذا التنوع في وجهات النظر لا يمنع القرارات التي تتخذ من قبل أغلبية كبيرة جدا أو بالإجماع.
كما يشارك في المؤتمر رؤساء الدول ورؤساء الوزراء. كما تحضر المنظمات الدولية، الحكومية وغيرها، ولكن بصفة مراقب.

### العضوية
تضم منظمة العمل الدولية 187 من الدول الأعضاء. 186 من أصل 193 دولة عضو في الأمم الأمم المتحدة إضافة إلى جزر كوك هم أعضاء في منظمة العمل الدولية. الدول الأعضاء في الأمم المتحدة ولكنها ليست عضوا ضمن منظمة العمل الدولية هي أندورا وبوتان وليشتنشتاين وولايات ميكرونيسيا المتحدة وموناكو وناورو وكوريا الشمالية.
تسمح منظمة العمل الدولية لأي عضو في الأمم المتحدة بالانضمام إليها. لنيل العضوية، على الدولة إعلام المدير العام للمنظمة بأنها توافق على جميع تشريعاتها. يمكن قبول دول أخرى عبر اقتراع بنسبة تمثل ثلثي النواب، بما فيها ثلثي مندوبي الحكومات، ضمن أي مؤتمر عام للمنظمة. انضمت جزر كوك والتي هي ليست عضوة ضمن منظمة الأمم المتحدة، إلى منظمة العمل الدولية عام 2015.
حصل أعضاء عصبة الأمم على عضويتهم في المنظمة تقائيًا بعد دخول دستور منظمة العمل الدولية حيز التنفيذ بعد الحرب العالمية الثانية.

### مكانتها ضمن الأمم المتحدة
تعتبر منظمة العمل الدولية لجنة متخصصة من الأمم المتحدة. كما هو الحال مع اللجان المتخصصة الأخرى (أو البرامج) التابعة للأمم المتحدة العاملة تحت إطار التنمية الدولية، تعتبر منظمة العمل الدولية عضوًا في مجموعة الأمم المتحدة للتنمية المستدامة.

## المعايير الوظيفية

### المعاهدات والاتفاقيات
حتى يوليو 2018، اعتمدت منظمة العمل الدولية 189 اتفاقية. إذا تم التصديق على هذه الاتفاقيات من قبل عدد كاف من الحكومات، فإنها تدخل حيز التنفيذ. ومع ذلك، تعتبر اتفاقيات منظمة العمل الدولية معايير عمل دولية بغض النظر عن التصديق عليها. عندما تدخل الاتفاقية حيز التنفيذ، فإنها تنشئ التزامًا قانونيًا للدول المصدقة عليها لتطبيق أحكامها.
تقوم لجنة تطبيق المعايير التابعة لمؤتمر العمل الدولي كل عام بفحص عدد من الانتهاكات المزعومة لمعايير العمل الدولية. يُطلب من الحكومات تقديم تقارير تفصيلية عن امتثالها لالتزامات الاتفاقيات التي صادقت عليها. الاتفاقيات التي لم تصدق عليها الدول الأعضاء لها نفس القوة القانونية للتوصيات.
في عام 1998، اعتمد مؤتمر العمل الدولي السادس والثمانين إعلان المبادئ والحقوق الأساسية في العمل . يحتوي هذا الإعلان على أربع سياسات أساسية:
- حق العمال بحرية الاتحاد والتفاوض المشترك.
- وضع حد للعمل القسري.
- وضع حد لعمالة الأطفال.
- وضع حد للتمييز غير العادل بين العمال.

تؤكد منظمة العمل الدولية بأنه على أعضائها الالتزام من أجل التحقيق الكامل لهذه المبادئ، المتجسدة في مختلف معاهدات منظمة العمل الدولية. صدقت معظم الدول الأعضاء على معاهدات منظمة العمل الدولية التي تجسد المبادئ الأساسية لها.

### البروتوكولات
تُعنى الهيئة بجعل المعاهدات أكثر مرونة أو توسيع الالتزامات عبر تعديل أو إضافة أحكام جديدة تخص مختلف النقاط. دومًا ما ترتبط البروتوكولات بالعاهدات، على الرغم من كونها اتفاقيات دولية، إلا أنها لم تخرج من ذاتها. كما هو الحال مع المعاهدات، يمكن المصادقة على البروتوكولات.

### التوصيات
لا تمتلك التوصيات نفس القوة التي تملكها المعاهدات وهي غير خاضعة للمصادقة. يمكن تبني التوصيات جنبًا إلى جنب مع المعاهدات بهدف دعم الأخيرة بأحكام إضافية أو تفصيلية أكثر. في حالات أخرى، يمكن تبني التوصيات بشكل منفصل كما أن تُعنى بقضية تنفصل عن معاهدات معينة.

## التاريخ

### الأصول
في حين أُنشئت منظمة العمل الدولية كلجنة تابعة لعصبة الأمم بعد الحرب العالمية الثانية، إلا أن مؤسسيها كانوا قد قطعوا أشواطًا كبيرة في الفكر الاجتماعي والتطبيق قبل عام 1919. يعرف جميع الأعضاء الأساسيين بعضهم البعض من خلال شبكات مهنية وأيديولوجية خاصة سابقة، والتي من خلالها يتبادلون المعارف والخبرات والأفكار حول السياسية الاجتماعية. كانت «المجتمعات المعرفية» قبل الحرب مثل اللجنة الدولية لتشريع العمل التي تأسست عام 1900، والشبكات السياسية مثل الأممية الثانية الاشتراكية عاملًا حاسمًا في الصياغة المؤسسية لسياسات العمل الدولية.
في فترة الارتياح التي تلت الحرب العالمية الأولى، كانت فكرة المجتمع القابل للتكيف حافزًا وراء الهندسة الاجتماعية لمنظمة العمل الدولية. بنظم جديدة، أصبح قانون العمل الدولي أداة مفيدة تساهم في وضع الإصلاحات الاجتماعية قيد التنفيذ. تغيرات المبادئ المثالية للأعضاء المؤسسين حول العدالة الاجتماعية والحق في العمل الكريم عبر تسويات دبلوماسية وسياسية خرج بها مؤتمر باريس للسلام عام 1919، لإظهار موازنة منظمة العمل الدولية بين المثالية والبراغماتية.
بعد الحرب العالمية الأولى، اقترحت حركة العمل الدولية برنامجًا شاملًا لحماية الطبقات العاملة كتعويض لما لقاه العمال خلال فترة الحرب. شغل إعادة الإعمار بعد الحرب وحماية الاتحادات العمالية اهتمام العديد من الدول خلال وبعد الحرب العالمية مباشرةً. أوصى المجلس الصناعي المشترك في بريطانيا العظمى، وهو لجنة فرعية للجنة إعادة الإعمار، في تقريره الأخير الصادر في شهر يوليو من عام 1918 بتأسيس «مجالس صناعية» حول العالم. أصدر حزب العمال البريطاني برنامج إعادة الإعمار الخاص به ضمن ملف تحت عنوان «العمالة والنظام العالمي الجديد». في شهر فبراير من عام 1918، أصدر مؤتمر الاشتراكية الثالث بين الحلفاء في الحرب العالمية الأولى (والذي ضم مندوبين من كل من بريطانيا العظمى وفرنسا وبلجيكا وإيطاليا) تقريره الداعي لإنشاء هيئة دولية لحقوق العمال ووضع حد للنهاية الدبلوماسية السرية، إضافة لأهداف أخرى. وفي شهر ديسمبر من عام 1918، أصدر الاتحاد الأمريكي للعمال تقريره اللاسياسي المتميز والذي دعا فيه إلى تحقيق زيادة في الإصلاحات عبر عملية التفاوض المشترك.

#### مؤتمر الاتحاد الدولي لنقابات العمال (IFTU)
مع اقتراب الحرب من نهايتها، ظهرت رؤيتان متنافستان لعالم ما بعد الحرب. تم تقديم الأول من قبل الاتحاد الدولي لنقابات العمال (IFTU)، والذي دعا إلى اجتماع في برن، سويسرا، في يوليو 1919. سينظر اجتماع برن في كل من مستقبل IFTU والاقتراحات المختلفة التي قدمت في السنوات القليلة الماضية. كما اقترح IFTU ضم مندوبين من السلطات المركزية على قدم المساواة. قاطع صمويل جومبرز، رئيس اتحاد أمريكا اللاتينية والكاريبي، الاجتماع، راغبًا في أن يقوم مندوبو السلطات المركزية بدور ثانوي كإقرار بالذنب لدور بلادهم في شن الحرب. وبدلاً من ذلك، فضل جومبرز عقد اجتماع في باريس ينظر فيه فقط إلى النقاط الأربع عشرة للرئيس وودرو ويلسون كمنصة. على الرغم من المقاطعة الأمريكية، استمر اجتماع برن كما هو مقرر. طالب مؤتمر برن في تقريره الختامي بوضع حد للعمل المأجور وإرساء الاشتراكية. إذا لم يكن من الممكن تحقيق هذه الغايات على الفور، فيجب على هيئة دولية ملحقة بعصبة الأمم أن تسن وتنفذ تشريعات لحماية العمال والنقابات العمالية.

#### لجنة تشريعات العمل الدولية
في غضون ذلك، سعى مؤتمر باريس للسلام إلى تثبيط الدعم الشعبي للشيوعية. وفي وقت لاحق، اتفقت دول الحلفاء على إدراج بنود في معاهدة السلام الناشئة لحماية النقابات العمالية وحقوق العمال، وإنشاء هيئة عمل دولية للمساعدة في توجيه علاقات العمل الدولية في المستقبل. تم إنشاء اللجنة الاستشارية لقانون العمل الدولي من قبل مؤتمر السلام لصياغة هذه المقترحات. اجتمعت اللجنة لأول مرة في 1 فبراير 1919، وانتخب جومبرز رئيسًا.

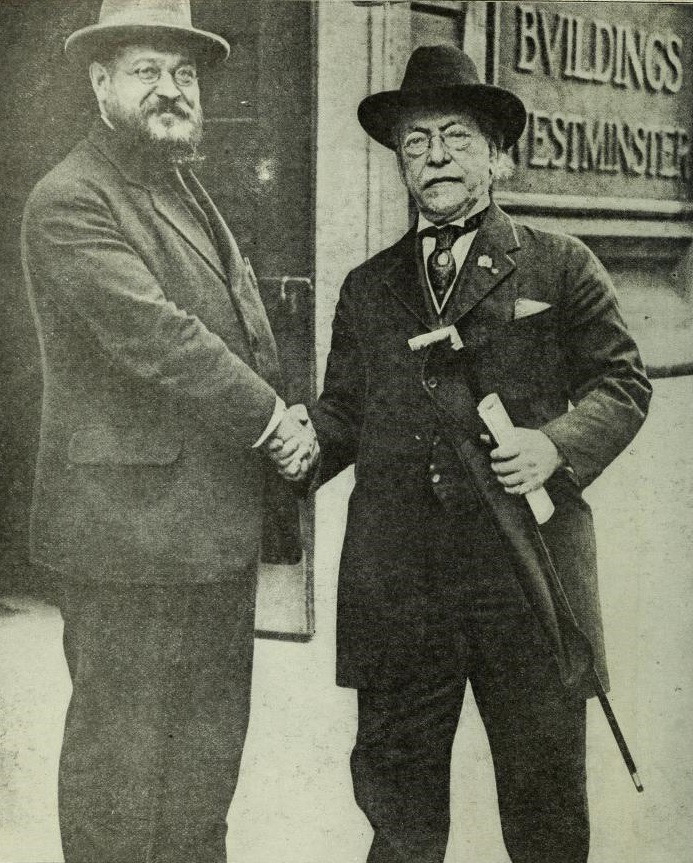
صموئيل جومبرز (إلى اليمين) مع ألبرت توماس، 1918

ظهر اقتراحان متنافسان لهيئة دولية خلال اجتماعات اللجنة. اقترح البريطانيون إنشاء برلمان دولي لسن قوانين العمل التي سيطلب من كل عضو في العصبة تنفيذها. سيكون لكل أمة مندوبين اثنين في البرلمان، واحد من كل من العمال والإدارة. سيقوم مكتب عمل دولي بجمع إحصائيات حول قضايا العمل وتطبيق القوانين الدولية الجديدة. من الناحية الفلسفية، يعارض مفهوم البرلمان الدولي ويقتنع بأن المعايير الدولية من شأنها أن تقلل من الحماية القليلة التي تحققت في الولايات المتحدة، اقترح جومبرز أن يُسمح لهيئة العمل الدولية بتقديم توصيات فقط، وأن يُترك الإنفاذ لعصبة الأمم . على الرغم من المعارضة الشديدة من البريطانيين، تم تبني الاقتراح الأمريكي.
كما وضع جومبرز جدول أعمال مسودة ميثاق حماية حقوق العمال. قدم الأمريكيون 10 مقترحات. تم تبني ثلاثة دون تغيير: لا ينبغي معاملة هذا العمل كسلعة؛ أن جميع العمال لهم الحق في أجر يكفي للعيش؛ وأن المرأة يجب أن تحصل على أجر متساوٍ عن العمل المتساوي. تم تعديل اقتراح يحمي حرية التعبير والصحافة والتجمع وتكوين الجمعيات ليشمل فقط حرية تكوين الجمعيات. تم تعديل حظر مقترح على الشحن الدولي للبضائع التي يصنعها أطفال تقل أعمارهم عن 16 عامًا لحظر السلع التي يصنعها الأطفال دون سن 14 عامًا. تم تعديل اقتراح اشتراط يوم عمل من ثماني ساعات ليقتضي العمل ثماني ساعات في اليوم أو 40 ساعة عمل في الأسبوع (تم استثناء البلدان التي كانت الإنتاجية فيها منخفضة). تم رفض أربعة مقترحات أمريكية أخرى. في غضون ذلك، اقترح المندوبون الدوليون ثلاثة بنود إضافية تم تبنيها: يوم أو أكثر للراحة الأسبوعية؛ المساواة في القوانين للعمال الأجانب؛ والتفتيش الدوري والمتكرر لظروف المصنع.
أصدرت اللجنة تقريرها النهائي في 4 مارس 1919، واعتمده مؤتمر السلام دون تعديل في 11 أبريل. أصبح التقرير الجزء الثالث عشر من معاهدة فرساي.

### فترة ما بين الحربين

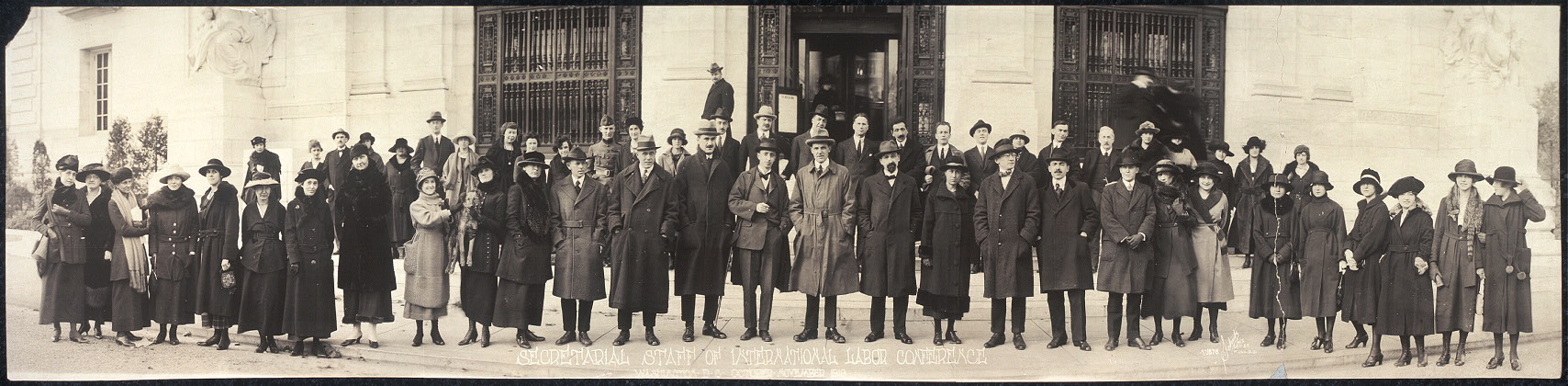
غرينوود، إرنست هـ (من الولايات المتحدة - نائب أمين عام المؤتمر) / الأمين العام: السيد هارولد ب. بتلر (بريطانيا العظمى) / نواب الأمناء العامين: السيد إرنست إتش. غرينوود (الولايات المتحدة) / د. غيدو باردو (إيطاليا) / المستشار القانوني: د. مانلي 0. هدسون (الولايات المتحدة) / مع موظفي مؤتمر العمل الدولي الأول، في واشنطن العاصمة، عام 1919، أمام مبنى اتحاد البلدان الأمريكية

بدأ المؤتمر السنوي الأول، المشار إليه بمؤتمر العمل الدولي (ILC)، في 29 أكتوبر 1919 في مبنى اتحاد عموم أمريكا في واشنطن العاصمة  واعتمد اتفاقيات العمل الدولية الست الأولى، والتي تناولت ساعات العمل في الصناعة، والبطالة، وحماية الأمومة، والعمل الليلي للمرأة، والحد الأدنى للسن، والعمل الليلي للشباب في الصناعة. أصبح الاشتراكي الفرنسي البارز ألبرت توماس أول مدير عام لها.
على الرغم من خيبة الأمل الصريحة والنقد الحاد، فإن الاتحاد الدولي للنقابات العمالية (IFTU) الذي أعيد إحياؤه قام بتكييف نفسه بسرعة مع هذه الآلية. وجّه الاتحاد الدولي للنقابات أنشطته الدولية بشكل متزايد حول عمل اللوبي لمنظمة العمل الدولية.
في وقت التأسيس، لم تكن حكومة الولايات المتحدة عضوًا في منظمة العمل الدولية، حيث رفض مجلس الشيوخ الأمريكي ميثاق عصبة الأمم، ولم يكن بإمكان الولايات المتحدة الانضمام إلى أي من وكالاتها. بعد انتخاب فرانكلين ديلانو روزفلت لرئاسة الولايات المتحدة، بذلت الإدارة الجديدة جهودًا متجددة للانضمام إلى منظمة العمل الدولية بدون عضوية الرابطة. في 19 يونيو 1934، أصدر الكونجرس الأمريكي قرارًا مشتركًا يخول الرئيس الانضمام إلى منظمة العمل الدولية دون الانضمام إلى عصبة الأمم ككل. في 22 يونيو 1934، تبنت منظمة العمل الدولية قرارًا يدعو حكومة الولايات المتحدة للانضمام إلى المنظمة. في 20 أغسطس 1934، استجابت حكومة الولايات المتحدة بشكل إيجابي وشغل مقعدها في منظمة العمل الدولية.

### زمن الحرب والأمم المتحدة
خلال الحرب العالمية الثانية، عندما حاصرت القوات الألمانية سويسرا، اتخذ مدير منظمة العمل الدولية جون جي وينانت قرار مغادرة جنيف. في أغسطس 1940، دعت الحكومة الكندية منظمة العمل الدولية رسميًا لتكون مقرها في جامعة ماكجيل في مونتريال. تم نقل أربعين موظفًا إلى المكاتب المؤقتة واستمروا في العمل من ماكجيل حتى عام 1948.
أصبحت منظمة العمل الدولية أول وكالة متخصصة في منظومة الأمم المتحدة بعد زوال الرابطة في عام 1946. يتضمن دستورها، بصيغته المعدلة، إعلان فيلادلفيا (1944) بشأن أهداف وأغراض المنظمة.

### حقبة الحرب الباردة
وابتداءً من أواخر الخمسينيات من القرن الماضي، كانت المنظمة تحت الضغط لوضع أحكام بشأن العضوية المحتملة للمستعمرات السابقة التي أصبحت مستقلة ؛ في تقرير المدير العام لعام 1963 تم الاعتراف أولاً باحتياجات الأعضاء الجدد المحتملين. أثرت التوترات الناتجة عن هذه التغييرات في البيئة العالمية سلبًا على السياسة الراسخة داخل المنظمة  وكانت مقدمة للمشاكل النهائية للمنظمة مع الولايات المتحدة الأمريكية.
في يوليو 1970، سحبت الولايات المتحدة 50٪ من دعمها المالي لمنظمة العمل الدولية بعد تعيين مساعد المدير العام من الاتحاد السوفيتي. أثار هذا التعيين (من قبل المدير العام البريطاني لمنظمة العمل الدولية، سي ويلفريد جينكس) انتقادات خاصة من رئيس AFL-CIO جورج ميني ومن عضو الكونجرس جون إي روني. ومع ذلك، تم دفع الأموال في النهاية.

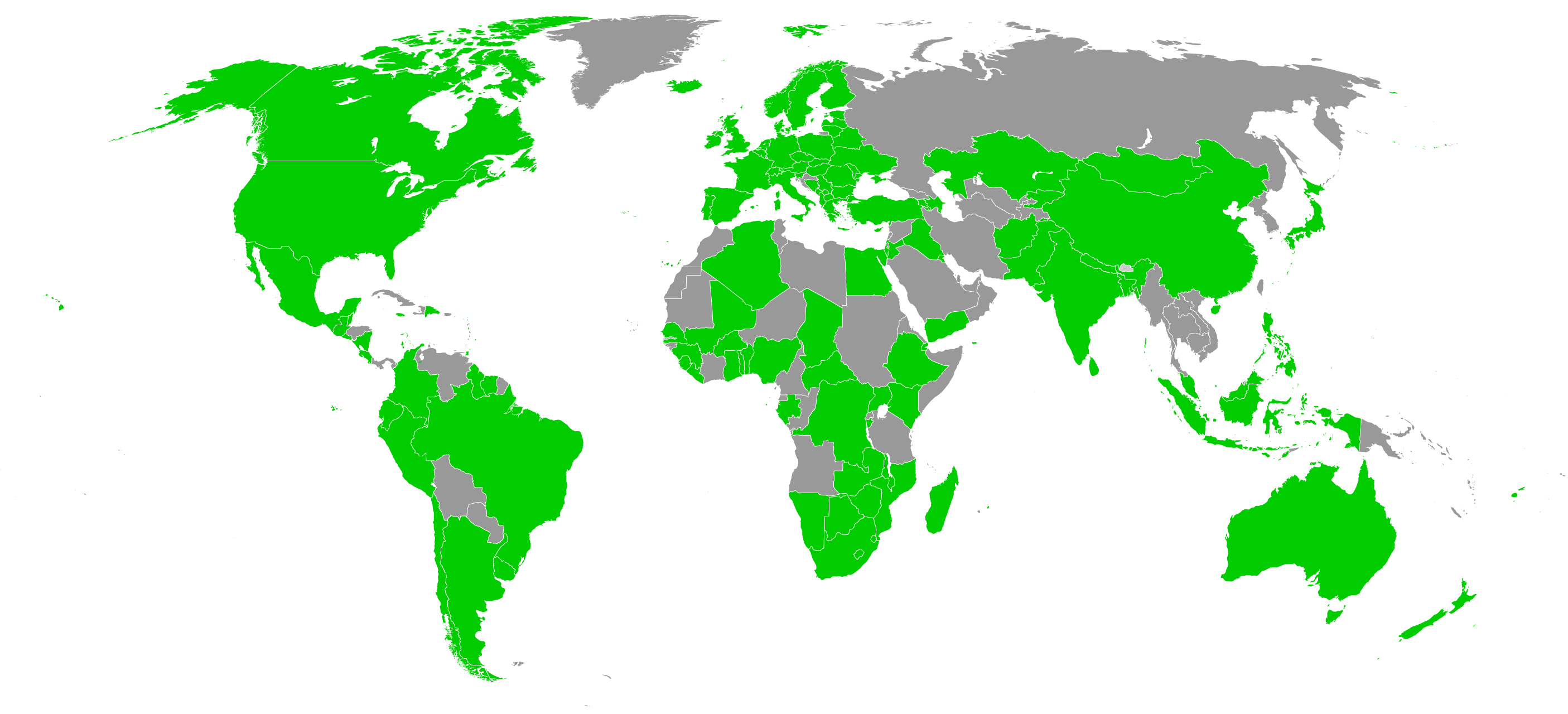
التصديق على اتفاقية التشاور الثلاثية لعام 1976

في 12 حزيران / يونيو 1975، صوتت منظمة العمل الدولية على منح منظمة التحرير الفلسطينية صفة مراقب في اجتماعاتها. وخرج ممثلو الولايات المتحدة وإسرائيل من الاجتماع. قرر مجلس النواب الأمريكي في وقت لاحق حجب الأموال. أعطت الولايات المتحدة إشعارًا بالانسحاب الكامل في 6 نوفمبر 1975، مشيرة إلى أن المنظمة أصبحت مسيسة. اقترحت الولايات المتحدة أيضًا أن التمثيل من الدول الشيوعية ليس «ثلاثيًا» حقًا - بما في ذلك الحكومة والعمال وأرباب العمل - بسبب بنية هذه الاقتصادات. أصبح الانسحاب ساريًا في 1 نوفمبر 1977.
عادت الولايات المتحدة إلى المنظمة في عام 1980 بعد انتزاع بعض التنازلات منها. كانت مسؤولة جزئياً عن تحول منظمة العمل الدولية بعيداً عن نهج حقوق الإنسان ونحو دعم توافق آراء واشنطن. كتب الاقتصادي غاي ستاندينغ ‏ «توقفت منظمة العمل الدولية بهدوء عن كونها هيئة دولية تحاول معالجة عدم المساواة الهيكلية وأصبحت واحدة تعزز المساواة في التوظيف».
في عام 1981، أعلنت حكومة بولندا الأحكام العرفية. أوقفت أنشطة Solidarno واحتجزت العديد من قادتها وأعضائها. قدمت لجنة الحرية النقابية التابعة لمنظمة العمل الدولية شكوى ضد بولندا في مؤتمر العمل الدولي لعام 1982. وجدت لجنة تحقيق تم إنشاؤها للتحقيق أن بولندا قد انتهكت اتفاقيتي منظمة العمل الدولية رقم 87 بشأن حرية تكوين الجمعيات  ورقم 98 بشأن الحقوق النقابية،  والتي صادقت عليها البلاد في عام 1957. مارست منظمة العمل الدولية والعديد من الدول والمنظمات الأخرى ضغوطًا على الحكومة البولندية، التي منحت الوضع القانوني لـ Solidarność في عام 1989. خلال نفس العام، كانت هناك مناقشة مائدة مستديرة بين الحكومة و Solidarnoc التي اتفقت على شروط إعادة صياغة المنظمة بموجب مبادئ منظمة العمل الدولية. كما وافقت الحكومة على إجراء أول انتخابات حرة في بولندا منذ الحرب العالمية الثانية.

## مكاتب

### مقر منظمة العمل الدولية

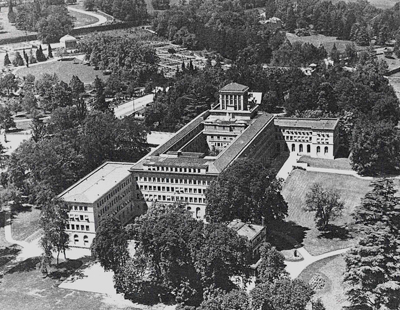
مركز وليام رابار، مقر منظمة العمل الدولية بين 1926-1974، يستضيف الآن منظمة التجارة العالمية

يقع المقر الرئيسي لمنظمة العمل الدولية في جنيف، سويسرا. في الأشهر الأولى من وجودها في عام 1919، كانت مكاتبها موجودة في لندن، وانتقلت إلى جنيف في صيف عام 1920. كان المقعد الأول في جنيف على تل بريني في ضيعة أريانا، في المبنى الذي كان يستضيف مدرسة ثوديكوم الداخلية وهو حاليًا المقر الرئيسي للجنة الدولية للصليب الأحمر. مع نمو المكتب، انتقل المكتب إلى مقر شيد لهذا الغرض على ضفاف بحيرة ليمان، صممه جورج إبيتو وافتتح في عام 1926 (حاليًا محرق منظمة التجارة العالمية). خلال الحرب العالمية الثانية، تم نقل المكتب مؤقتًا إلى جامعة ماكجيل في مونتريال، كندا.
يقع المقر الحالي لمقر منظمة العمل الدولية على تل بريني، وليس بعيدًا عن مقرها الأول. تم بناء المبنى، وهو عبارة عن كتلة مستطيلة ذات تجويف ثنائي الكهف، صممها يوجين بودوين وبيير لويجي نيرفي وألبرتو كامينزيند، لهذا الغرض بين عامي 1969 و 1974 بأسلوب عقلاني شديد، وفي وقت الإنشاء، كان يشكل أكبر مبنى إداري في سويسرا.

### المكاتب الإقليمية
- المكتب الإقليمي لأفريقيا، أبيدجان، كوت ديفوار
- المكتب الإقليمي لآسيا والمحيط الهادئ، في بانكوك، تايلاند
- المكتب الإقليمي لأوروبا وآسيا الوسطى، جنيف، سويسرا
- المكتب الإقليمي لأمريكا اللاتينية ومنطقة البحر الكاريبي، في ليما، بيرو
- المكتب الإقليمي للدول العربية، بيروت، لبنان

### المكاتب الإقليمية الفرعية
يطلق عليها «فرق الدعم الفني للعمل اللائق (DWT)»، وهي تقدم الدعم الفني لعمل عدد من البلدان في مجال اختصاصها.
- DWT لشمال إفريقيا، القاهرة، مصر
- DWT لغرب إفريقيا، داكار، السنغال

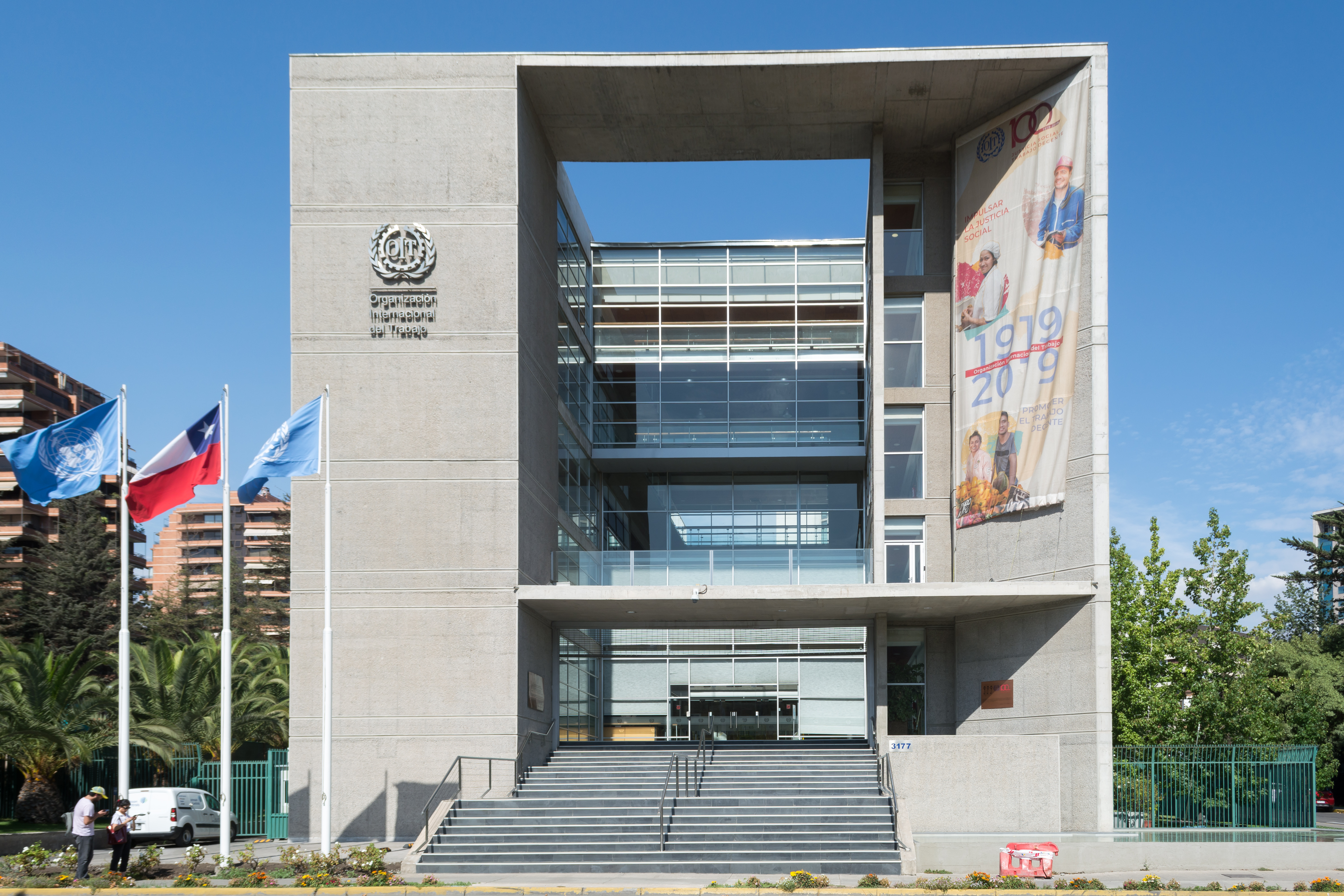
مكتب منظمة العمل الدولية في سانتياغو، شيلي

- DWT لشرق وجنوب إفريقيا، في بريتوريا، جنوب إفريقيا
- DWT لوسط أفريقيا، ياوندي، الكاميرون
- DWT للدول العربية، بيروت، لبنان
- DWT لجنوب آسيا، في نيودلهي، الهند
- DWT لشرق وجنوب شرق آسيا والمحيط الهادئ، في بانكوك، تايلاند
- DWT لأوروبا الوسطى والشرقية، في بودابست، المجر
- DWT لأوروبا الشرقية وآسيا الوسطى، في موسكو، روسيا
- DWT لبلدان الأنديز، في ليما، بيرو
- DWT لبلدان الكاريبي، في بورت أوف سبين، ترينيداد وتوباغو
- DWT لبلدان أمريكا الوسطى، في سان خوسيه، كوستاريكا
- DWT لبلدان المخروط الجنوبي لأمريكا اللاتينية، في سانتياغو، تشيلي

### المكاتب القطرية والاتصال
- في أفريقيا: أبيدجان، أبوجا، أديس أبابا، الجزائر العاصمة، أنتاناناريفو، القاهرة، داكار، دار السلام، هراري، كينشاسا، لوساكا، بريتوريا، ياوندي
- في الدول العربية: بيروت، القدس
- في آسيا والمحيط الهادئ: بانكوك، بكين، كولومبو، دكا، هانوي، إسلام أباد، جاكرتا، كابول، كاتماندو، مانيلا، نيودلهي، سوفا، طوكيو، يانغون
- في أوروبا وآسيا الوسطى: أنقرة، برلين، بروكسل، بودابست، لشبونة، مدريد، موسكو، باريس، روما
- في الأمريكتين: برازيليا، بوينس آيرس، مكسيكو سيتي، نيويورك، ليما، بورت أوف سبين، سان خوسيه، سانتياغو، واشنطن

## البرامج

### إحصاءات العمل
منظمة العمل الدولية هي مزود رئيسي لإحصاءات العمل. تعد إحصاءات العمل أداة مهمة للدول الأعضاء فيها لرصد التقدم المحرز نحو تحسين معايير العمل. تحتفظ منظمة العمل الدولية، كجزء من عملها الإحصائي، بعدة قواعد بيانات. تغطي قاعدة البيانات هذه 11 سلسلة بيانات رئيسية لأكثر من 200 دولة. بالإضافة إلى ذلك، تنشر منظمة العمل الدولية عددًا من مجموعات إحصاءات العمل، مثل المؤشرات الرئيسية لأسواق العمل  (KILM). يغطي KILM 20 مؤشرًا رئيسيًا حول معدلات المشاركة في العمل والتوظيف والبطالة والتحصيل العلمي وتكلفة العمالة والأداء الاقتصادي. تم إعداد العديد من هذه المؤشرات من قبل منظمات أخرى. على سبيل المثال، يقوم قسم مقارنات العمل الدولية في مكتب الولايات المتحدة لإحصاءات العمل بإعداد التعويض بالساعة في مؤشر التصنيع.
تنشر وزارة العمل الأمريكية أيضًا تقريرًا سنويًا يحتوي على قائمة بالسلع التي ينتجها عمل الأطفال أو العمل الجبري  الصادرة عن مكتب شؤون العمل الدولي. أدرجت النسخة المحدثة من التقرير في ديسمبر 2014 ما مجموعه 74 دولة و 136 سلعة.

### وحدات التدريب والتدريس
يقع مركز التدريب الدولي التابع لمنظمة العمل الدولية (ITCILO) في تورينو بإيطاليا. بالاشتراك مع قسم القانون بجامعة تورين، يقدم مركز التجارة الدولية التدريب لموظفي منظمة العمل الدولية وأعضاء السكرتارية، فضلاً عن تقديم برامج تعليمية. يقدم مركز التجارة الدولية أكثر من 450 برنامجًا تدريبيًا وتعليميًا ومشروعًا كل عام لحوالي 11000 شخص حول العالم.
على سبيل المثال، يقدم ITCILO برنامج ماجستير في القانون في إدارة التنمية، والذي يهدف إلى المتخصصين المتخصصين في مجال التعاون والتنمية.

### تشغيل الأطفال

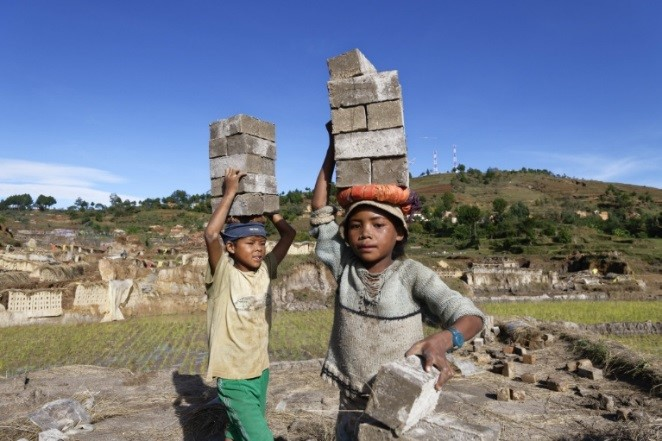
هؤلاء الأولاد الصغار هم من بين ملايين الأطفال العاملين في جميع أنحاء العالم. كانوا يعملون في مصنع الطوب في أنتسيرابي، مدغشقر.

غالبًا ما يُعرَّف مصطلح عمالة الأطفال على أنه عمل يحرم الأطفال من طفولتهم وإمكاناتهم وكرامتهم ويضر بنموهم البدني والعقلي.
تشير عمالة الأطفال إلى العمل الذي يشكل خطورة على الأطفال عقلياً أو جسدياً أو اجتماعياً أو أخلاقياً. علاوة على ذلك، يمكن أن يتضمن التدخل في تعليمهم عن طريق حرمانهم من فرصة الذهاب إلى المدرسة، أو إجبارهم على ترك المدرسة قبل الأوان، أو مطالبتهم بمحاولة الجمع بين الحضور إلى المدرسة والعمل الشاق المفرط.
في أكثر أشكاله تطرفًا، تنطوي عمالة الأطفال على استعباد الأطفال، والانفصال عن عائلاتهم، وتعرضهم لأخطار وأمراض خطيرة، وتركهم لتدبير أمورهم بأنفسهم في شوارع المدن الكبرى - غالبًا في سن مبكرة جدًا. يعتمد ما إذا كان يمكن تسمية أشكال معينة من «العمل» بعمالة الأطفال أم لا على عمر الطفل ونوع وساعات العمل المؤدى والظروف التي يتم إجراؤها في ظلها والأهداف التي تسعى إليها كل دولة. تختلف الإجابة من بلد إلى آخر، وكذلك بين القطاعات داخل البلدان.

#### استجابة منظمة العمل الدولية لعمالة الأطفال

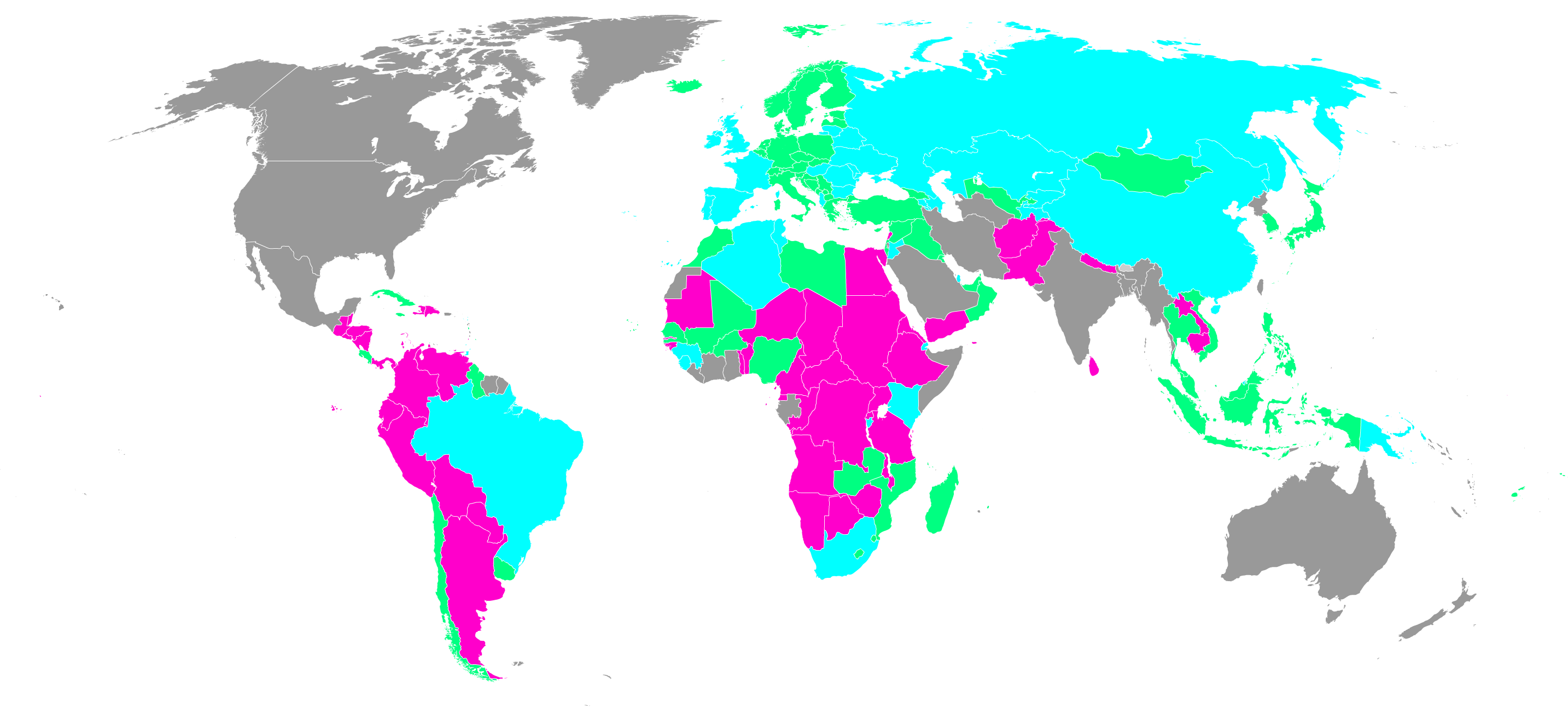
الأطراف في اتفاقية الحد الأدنى للسن لعام 1973 الخاصة بمنظمة العمل الدولية، والحد الأدنى للأعمار التي حددوها: أرجواني، 14 عامًا ؛ أخضر، 15 سنة ؛ أزرق، 16 سنة

تم إنشاء البرنامج الدولي للقضاء على عمل الأطفال التابع لمنظمة العمل الدولية (IPEC) في عام 1992 بهدف عام يتمثل في القضاء التدريجي على عمل الأطفال، والذي كان من المقرر تحقيقه من خلال تعزيز قدرة البلدان على التعامل مع المشكلة وتعزيز حركة عالمية. لمكافحة عمالة الأطفال. يعمل البرنامج الدولي للقضاء على عمل الأطفال حاليًا في 88 دولة، مع إنفاق سنوي على مشاريع التعاون التقني تجاوز 61 مليون دولار أمريكي في عام 2008. إنه أكبر برنامج من نوعه على مستوى العالم وأكبر برنامج تشغيلي منفرد لمنظمة العمل الدولية.
لقد توسع عدد ونطاق شركاء البرنامج الدولي للقضاء على عمل الأطفال على مر السنين ويشمل الآن منظمات أصحاب العمل والعمال، والوكالات الدولية والحكومية الأخرى، والشركات الخاصة، والمنظمات المجتمعية، والمنظمات غير الحكومية، ووسائل الإعلام، والبرلمانيين، والقضاء، والجامعات، والمؤسسات الدينية. المجموعات والأطفال وأسرهم.
عمل البرنامج الدولي للقضاء على عمل الأطفال هو جانب مهم من أجندة العمل اللائق لمنظمة العمل الدولية. تمنع عمالة الأطفال الأطفال من اكتساب المهارات والتعليم الذي يحتاجون إليه من أجل مستقبل أفضل، 

#### استثناءات في مجتمعات السكان الأصليين
بسبب الآراء الثقافية المختلفة التي تنطوي على العمل، وضعت منظمة العمل الدولية سلسلة من التفويضات الحساسة ثقافيًا، بما في ذلك الاتفاقيات رقم 169، 107، 138، و 182 لحماية الثقافة والتقاليد والهويات الأصلية. وتقود الاتفاقية رقم 138 ورقم 182 مكافحة عمالة الأطفال، بينما يعزز الرقمان 107 و 169 حقوق الشعوب الأصلية والقبلية ويحميان حقهم في تحديد أولوياتهم التنموية.
في العديد من مجتمعات السكان الأصليين،[بحاجة لمثال] يعتقد الآباء أن الأطفال يتعلمون دروسًا مهمة في الحياة من خلال العمل ومن خلال المشاركة في الحياة اليومية. يُنظر إلى العمل على أنه عملية تعلم تعد الأطفال للمهام المستقبلية التي سيتعين عليهم في النهاية القيام بها كشخص بالغ. إنه اعتقاد بأن رفاهية الأسرة والطفل وبقائهما مسؤولية مشتركة بين أفراد الأسرة بأكملها. كما أنهم يرون العمل كجزء جوهري من عملية نمو أطفالهم. في حين أن هذه المواقف تجاه عمل الأطفال لا تزال قائمة، لا يزال العديد من الأطفال والآباء من مجتمعات السكان الأصليين يقدرون التعليم بشكل كبير.

## قضايا ومسائل

### عمل مرغوم

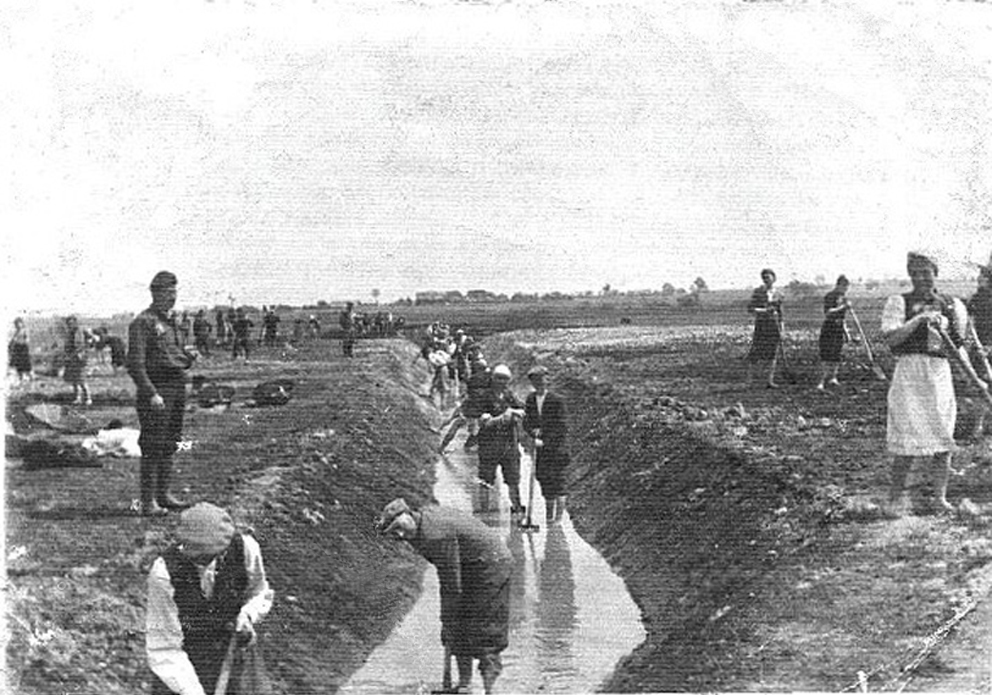
معسكر كريشو للسخرة عام 1940 (كروي بانو)

اعتبرت منظمة العمل الدولية مكافحة العمل الجبري إحدى أولوياتها الرئيسية. خلال سنوات ما بين الحربين العالميتين، كانت القضية تعتبر بشكل أساسي ظاهرة استعمارية، وكان اهتمام منظمة العمل الدولية هو وضع معايير دنيا لحماية سكان المستعمرات من أسوأ الانتهاكات التي ترتكبها المصالح الاقتصادية. بعد عام 1945، أصبح الهدف هو وضع معيار موحد وعالمي، يتم تحديده من خلال الوعي العالي المكتسب خلال الحرب العالمية الثانية بأنظمة العمل القسري ذات الدوافع السياسية والاقتصادية، لكن المناقشات أعاقتها الحرب الباردة والإعفاءات التي تطالب بها القوى الاستعمارية. منذ الستينيات، أضعفت الحكومات في بلدان ما بعد الاستعمار إعلانات معايير العمل كعنصر من عناصر حقوق الإنسان، بدعوى الحاجة إلى ممارسة سلطات استثنائية على العمل في دورها كنظم طوارئ تعزز التنمية الاقتصادية السريعة.

المصادقة على اتفاقية منظمة العمل الدولية لعام 1930 بشأن العمل الجبري، مع إظهار الدول غير المصدقة باللون الأحمر

في يونيو 1998، تبنى مؤتمر العمل الدولي إعلانًا بشأن المبادئ والحقوق الأساسية في العمل ومتابعته التي تلزم الدول الأعضاء باحترام وتعزيز وإعمال حرية تكوين الجمعيات والحق في المفاوضة الجماعية، والقضاء على جميع أشكال العمل الإجباري، والإلغاء الفعلي لعمل الأطفال، والقضاء على التمييز فيما يتعلق بالتوظيف والمهن.
وباعتماد الإعلان، أنشأت منظمة العمل الدولية برنامج InFocus بشأن تعزيز الإعلان المسؤول عن عمليات إعداد التقارير وأنشطة التعاون التقني المرتبطة بالإعلان ؛ وتقوم بوظائف التوعية والدعوة والمعرفة.
في تشرين الثاني / نوفمبر 2001، عقب نشر التقرير العالمي الأول لبرنامج InFocus عن العمل الجبري، أنشأ مجلس إدارة منظمة العمل الدولية برنامج عمل خاص لمكافحة العمل الجبري (SAP-FL)،  كجزء من الجهود الأوسع لتعزيز إعلان 1998 المبادئ والحقوق الأساسية في العمل ومتابعتها.

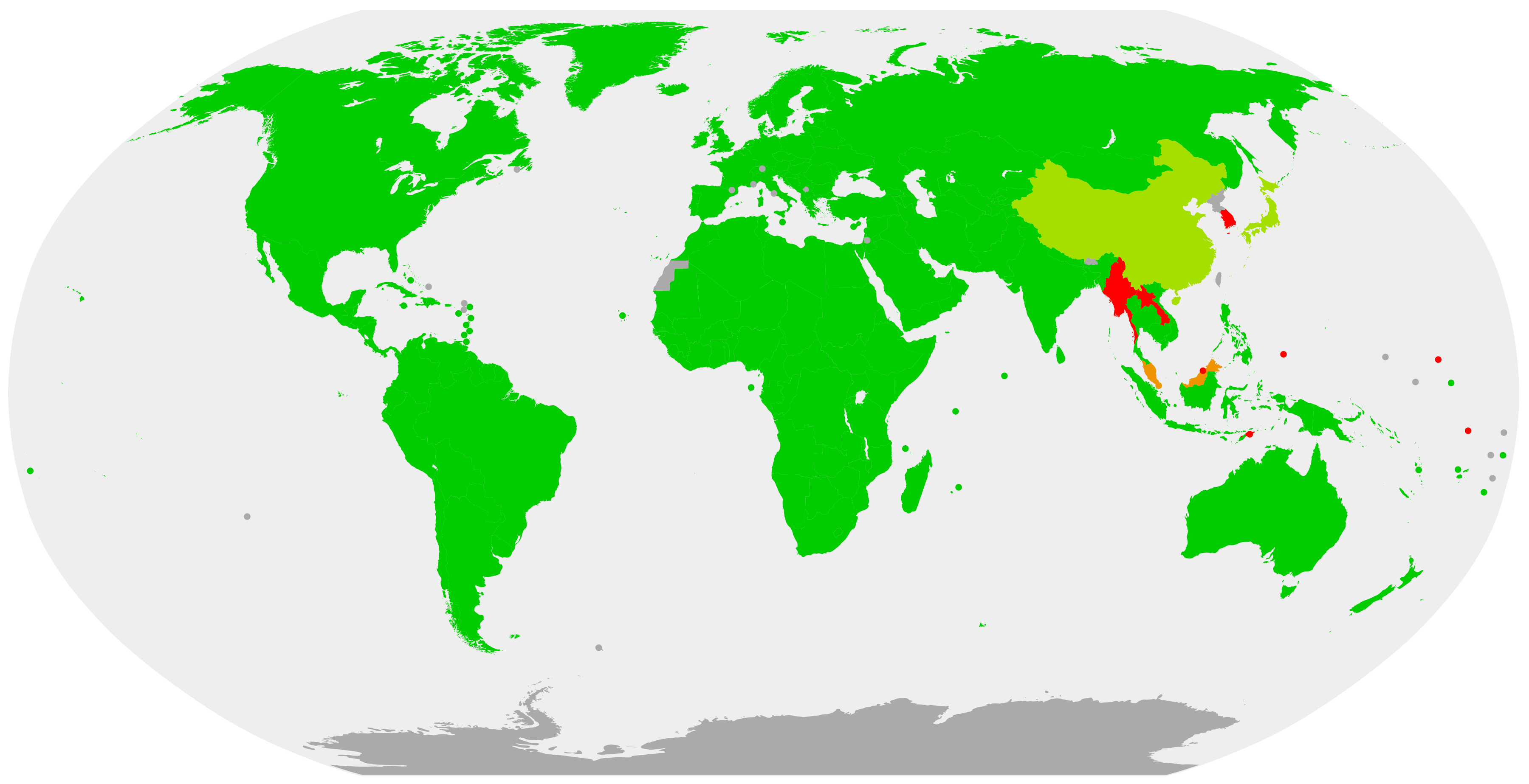
المصادقة على اتفاقية منظمة العمل الدولية لعام 1957 بشأن إلغاء العمل الجبري، مع إظهار الدول غير المصدق عليها باللون الأحمر

ركزت SAP-FL منذ إنشائها على زيادة الوعي العالمي بالعمل الجبري بأشكاله المختلفة، وتعبئة العمل ضد مظاهره. ومنذ ذلك الحين، تم إجراء العديد من الدراسات والمسوحات الموضوعية والخاصة بكل بلد، حول جوانب متنوعة من العمل الجبري مثل السخرة، والاتجار بالبشر، والعمل المنزلي القسري، والسخرة الريفية، وعمل السجناء القسري.
في عام 2013، تم دمج SAP-FL في فرع المبادئ والحقوق الأساسية في العمل التابع لمنظمة العمل الدولية (FUNDAMENTALS)  يجمع بين مكافحة عمالة الأطفال والعمل في سياق التحالف 8.7.
ومن الأدوات الرئيسية لمكافحة العمل الجبري اعتماد بروتوكول منظمة العمل الدولية بشأن العمل الجبري من قبل مؤتمر العمل الدولي في عام 2014. تم التصديق عليها للمرة الثانية في عام 2015 ودخلت حيز التنفيذ في 9 نوفمبر 2016. يدخل البروتوكول الجديد اتفاقية منظمة العمل الدولية رقم 29 بشأن العمل الجبري،  المعتمدة في عام 1930، إلى العصر الحديث لمعالجة ممارسات مثل الاتجار بالبشر. توفر التوصية 203 المصاحبة إرشادات فنية بشأن تنفيذها.
في عام 2015، أطلقت منظمة العمل الدولية حملة عالمية لإنهاء الرق الحديث، بالشراكة مع المنظمة الدولية لأرباب العمل (IOE) والاتحاد الدولي لنقابات العمال (ITUC). تهدف حملة 50 من أجل الحرية إلى حشد الدعم العام وتشجيع البلدان على التصديق على بروتوكول منظمة العمل الدولية بشأن العمل الجبري.

### قانون الحد الأدنى للأجور
لحماية حق العمال في تحديد الحد الأدنى للأجور، أنشأت منظمة العمل الدولية اتفاقية آلات تحديد الحد الأدنى للأجور، 1928، واتفاقية آلات تحديد الحد الأدنى للأجور (الزراعة)، 1951 واتفاقية تحديد الحد الأدنى للأجور، 1970 كقانون الحد الأدنى للأجور.

### فيروس نقص المناعة البشرية / الإيدز
منظمة العمل الدولية (ILO) هي وكالة الأمم المتحدة الرائدة في مجال سياسات وبرامج مكان العمل الخاصة بفيروس نقص المناعة البشرية وتعبئة القطاع الخاص. ILOAIDS  هو فرع من منظمة العمل الدولية مكرس لهذه القضية.
تشارك منظمة العمل الدولية في الاستجابة لفيروس نقص المناعة البشرية منذ عام 1998، في محاولة لمنع التأثير المدمر المحتمل على العمل والإنتاجية، وتقول إنه يمكن أن يكون عبئًا هائلاً على العاملين وأسرهم ومجتمعاتهم. في يونيو 2001، تبنى مجلس إدارة منظمة العمل الدولية مدونة رائدة للممارسات حول فيروس نقص المناعة البشرية / الإيدز وعالم العمل،  والتي تم إطلاقها خلال جلسة خاصة للجمعية العامة للأمم المتحدة.
وفي العام نفسه، أصبحت منظمة العمل الدولية أحد الرعاة لبرنامج الأمم المتحدة المشترك المعني بفيروس نقص المناعة البشرية / الإيدز.
في عام 2010، اعتمد مؤتمر العمل الدولي رقم 99 توصية منظمة العمل الدولية بشأن فيروس نقص المناعة البشرية والإيدز وعالم العمل، 2010 (رقم 200)،  وهو أول معيار عمل دولي بشأن فيروس نقص المناعة البشرية والإيدز. تضع التوصية مجموعة شاملة من المبادئ لحماية حقوق العاملين المصابين بفيروس نقص المناعة البشرية وأسرهم، مع زيادة الوقاية في مكان العمل. تعمل منظمة العمل الدولية لمكافحة الإيدز تحت شعار الوقاية من فيروس نقص المناعة البشرية وحماية حقوق الإنسان في العمل، وتضطلع بمجموعة من الوظائف الاستشارية في مجال السياسات والبحوث والدعم الفني في مجال فيروس نقص المناعة البشرية والإيدز وعالم العمل. تعمل منظمة العمل الدولية أيضًا على تعزيز الحماية الاجتماعية كوسيلة للحد من التعرض لفيروس نقص المناعة البشرية والتخفيف من تأثيره على المصابين بفيروس نقص المناعة البشرية أو المتأثرين به.
أدارت ILOAIDS حملة "Getting to Zero"  للوصول إلى صفر إصابات جديدة وصفر وفيات مرتبطة بالإيدز وانعدام التمييز بحلول عام 2015. [ بحاجة إلى تحديث ] بناءً على هذه الحملة، تنفذ ILOAIDS برنامجًا للاستشارات والاختبارات الطوعية والسرية في العمل، المعروف باسم VCT @ WORK.

### العمال المهاجرين
كما توحي كلمة «مهاجر»، يشير العمال المهاجرون إلى أولئك الذين ينتقلون من بلد إلى آخر للقيام بعملهم. بالنسبة لحقوق العمال المهاجرين، تبنت منظمة العمل الدولية اتفاقيات، بما في ذلك اتفاقية العمال المهاجرين (أحكام تكميلية)، 1975 واتفاقية الأمم المتحدة لحماية حقوق جميع العمال المهاجرين وأفراد أسرهم في عام 1990.

### عمال محليون
العمال المنزليون هم أولئك الذين يؤدون مجموعة متنوعة من المهام في منازل الأشخاص الآخرين وفي منازلهم. على سبيل المثال، يمكنهم الطهي وتنظيف المنزل والاعتناء بالأطفال. ومع ذلك، فإنهم غالبًا ما يكونون الأقل اعتبارًا، ويتم استبعادهم من الحماية العمالية والاجتماعية. ويرجع هذا بشكل رئيسي إلى حقيقة أن النساء يقمن تقليدياً بالمهام دون أجر. من أجل الحقوق والعمل اللائق للعمال المنزليين بمن فيهم العمال المنزليون المهاجرون، اعتمدت منظمة العمل الدولية اتفاقية العمال المنزليين في 16 حزيران / يونيو 2011.

### منظمة العمل الدولية والعولمة
السعي نحو عملية عولمة شاملة ومحكومة ديمقراطيًا وتوفر فرصًا ومزايا ملموسة لجميع البلدان والشعوب. تم إنشاء اللجنة العالمية المعنية بالبعد الاجتماعي للعولمة من قبل مجلس إدارة منظمة العمل الدولية في فبراير 2002 بمبادرة من المدير العام استجابة لحقيقة أنه لا يبدو أن هناك مساحة داخل النظام متعدد الأطراف تغطي بشكل كافٍ وشامل البعد الاجتماعي لمختلف جوانب العولمة. تقرير اللجنة العالمية، عولمة عادلة: خلق الفرص للجميع، هو المحاولة الأولى للحوار المنظم بين ممثلي الفئات المستهدفة ذات الاهتمامات والآراء المختلفة حول البعد الاجتماعي للعولمة.

### مستقبل العمل
أطلقت منظمة العمل الدولية مبادرة مستقبل العمل من أجل فهم التحولات التي تحدث في عالم العمل، وبالتالي التمكن من تطوير طرق للاستجابة لهذه التحديات. بدأت المبادرة في عام 2016 من خلال جمع آراء ممثلي الحكومات والعمال وأصحاب العمل والأكاديميين والشخصيات الأخرى ذات الصلة حول العالم. وشاركت حوالي 110 دولة في حوارات على المستوى الإقليمي والوطني. تمت هيكلة هذه الحوارات حول «أربع حوارات مئوية: العمل والمجتمع، الوظائف اللائقة للجميع، تنظيم العمل والإنتاج، وإدارة العمل». اتخذت الخطوة الثانية في عام 2017 بإنشاء اللجنة العالمية لمستقبل العمل التي تتعامل مع نفس «المحادثات المئوية الأربع». من المتوقع نشر تقرير قبل الذكرى المئوية لمؤتمر العمل الدولي لعام 2019. تقوم منظمة العمل الدولية أيضًا بتقييم تأثير الاضطرابات التكنولوجية على التوظيف في جميع أنحاء العالم. تشعر الوكالة بالقلق بشأن التأثير الاقتصادي والصحي العالمي للتكنولوجيا، مثل الأتمتة الصناعية والعمليات، والذكاء الاصطناعي (AI)، والروبوتات والعملية الروبوتية للأتمتة على العمالة البشرية، ويتم النظر فيها بشكل متزايد من قبل المعلقين، ولكن بطرق متباينة على نطاق واسع. من بين وجهات النظر البارزة، ستجلب التكنولوجيا عملاً أقل، وتجعل العمال زائدين عن الحاجة أو إنهاء العمل عن طريق استبدال العمل البشري. الجانب الآخر هو الإبداع التكنولوجي والفرص الوفيرة لتعزيز الاقتصاد. في العصر الحديث، غيرت التكنولوجيا طريقة تفكيرنا وتصميمنا ونشر حلول النظام ولكن لا شك أن هناك تهديدات للوظائف البشرية. بول شولت (مدير قسم التعليم والمعلومات، والمدير المشارك لمركز أبحاث تكنولوجيا النانو، والمعهد الوطني للسلامة والصحة المهنية، ومراكز السيطرة على الأمراض) وموانئ دبي شارما (مستشار دولي، تكنولوجيا المعلومات والعلماء) أوضحوا ذلك بوضوح. وحذر من أنه سيكون أسوأ من أي وقت مضى إذا لم يتم اتخاذ الإجراءات المناسبة في الوقت المناسب. وقال إن الجيل البشري يحتاج إلى إعادة الابتكار من حيث الدقة التنافسية والسرعة والقدرة والصدق. الآلات أكثر صدقًا من العمل البشري وهي تهديد واضح وضوح الشمس لهذا الجيل. العلم والتكنولوجيا ليس لهما ترس عكسي ويقبلان التحدي «الإنسان مقابل. الآلة» هي العلاج الوحيد للبقاء.
كما نظرت منظمة العمل الدولية في الانتقال إلى الاقتصاد الأخضر وتأثيره على التوظيف. لقد توصل إلى الاستنتاج أن التحول إلى اقتصاد أكثر اخضرارًا يمكن أن يخلق 24 مليون وظيفة جديدة على مستوى العالم بحلول عام 2030، إذا تم وضع السياسات الصحيحة. أيضًا، إذا لم يتم الانتقال إلى الاقتصاد الأخضر، فقد يتم فقدان 72 مليون وظيفة بدوام كامل بحلول عام 2030 بسبب الإجهاد الحراري، وستؤدي الزيادات في درجات الحرارة إلى تقليل ساعات العمل المتاحة، لا سيما في الزراعة 

## وصلات خارجية
- الموقع الرسمي
- مركز التدريب الدولي التابع لمنظمة العمل الدولية.
- جائزة نوبل للسلام 1969 لمنظمة العمل الدولية.
- منظمة العمل الدولية على موقع جائزة نوبل / مع محاضرة نوبل 11 ديسمبر 1969 منظمة العمل الدولية والبنية التحتية الاجتماعية للسلام.
- يحتوي على نسخ إلكترونية من تقارير منظمة العمل الدولية المنشورة منذ عام 1919 وما بعده.
- قناة يوتيوب.